# NGC 5291
NGC 5291 ist eine rund 190 Millionen Lichtjahre entfernte elliptische Galaxie, die mit einer kleineren, stark verformten Galaxie wechselwirkt, die den Spitznamen «the Seashell» trägt. NGC 5291 liegt im westlichen Außenbereich von Abell 3574 und ist möglicherweise ein Mitglied dieses Galaxienhaufens.
Die Galaxie wurde erstmals von Longmore et al. in einer im Jahr 1979 veröffentlichten Studie eingehender untersucht. Auf sie geht auch der Spitzname «the Seashell» für die interagierende Galaxie zurück, die mit einer großen Geschwindigkeitsdifferenz an NGC 5291 vorbei zu fliegen scheint.
NGC 5291 wurde am 8. Mai 1834 vom britischen Astronomen John Herschel entdeckt.